# Greg Rikaart

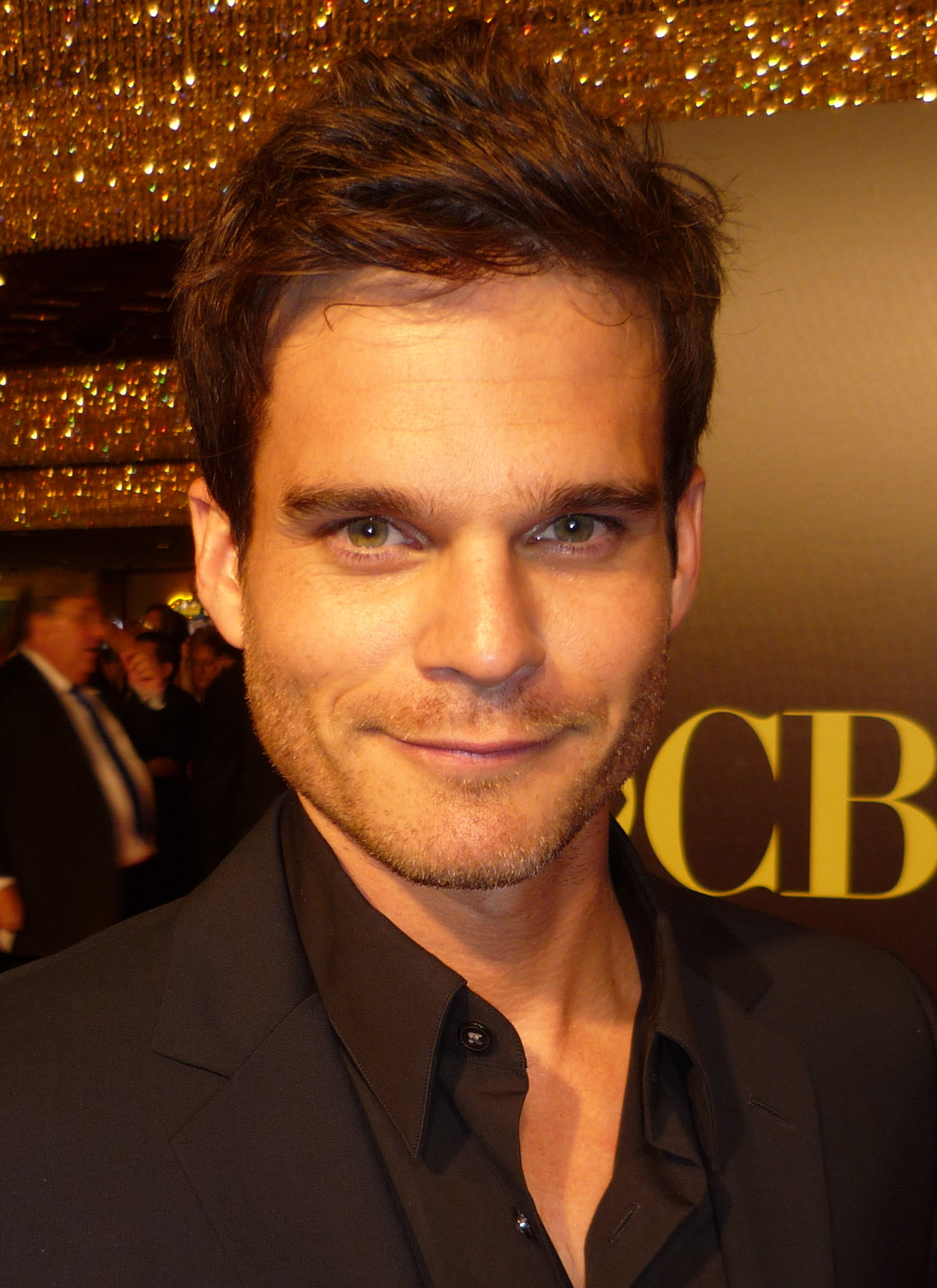
Greg Rikaart (2010)

Greg Andrew Rikaart (* 26. Februar 1977 in Brooklyn, New York City) ist ein US-amerikanischer Schauspieler. Seit 2003 spielt er in der US-amerikanischen Seifenoper Schatten der Leidenschaft.

## Leben
Rikaart wuchs auf in Staten Island, New York. Er hat eine ältere Schwester, Keri. Seine schulische Ausbildung hat er mit Auszeichnung abgeschlossen an der Villanova Universität von Virginia. Während seines Studiums hat er ein Semester in Washington für ein Kongressmitglied am Kapitol gearbeitet.
Zu Beginn seiner Schauspielkarriere in Hollywood hatte er Gastauftritte in Serien wie Gilmore Girls und Keine Gnade für Dad, seinen ersten größeren Erfolg hatte er in der Serie Dawson’s Creek. Dort spielte er in der sechsten Staffel die Rolle des David.
Im Jahr 2003 wurde er zunächst für einen Kurzauftritt im Film X-Men 2 besetzt, bevor er die Rolle des Kevin Fishers in der Seifenoper Schatten der Leidenschaft übernahm. Neben seiner Rolle in dieser Serie, für die er bislang bereits mit einem Daytime Emmy Award als bester Nebendarsteller ausgezeichnet wurde, übernimmt er auch Gastauftritte in anderen Serien. So im Jahre 2007 in der Serie CSI: Miami.
2015 heiratete Rikaart den Drehbuchautor Robert Sudduth.

## Filmografie (Auswahl)
- 2000: Gilmore Girls (Fernsehserie, eine Folge)
- 2001: Keine Gnade für Dad (Grounded for Life, Fernsehserie, eine Folge)
- 2002–2003: Dawson’s Creek (Fernsehserie)
- 2003: Prey for Rock & Roll
- 2003: X-Men 2
- seit 2003: Schatten der Leidenschaft (	The Young and the Restless, Fernsehserie)
- 2007: CSI: Miami (Fernsehserie, eine Folge)

## Auszeichnungen
- Daytime Emmy Awards 2005 „Bester Nebendarsteller in einer Dramaserie“ Greg Rikaart (Kevin Fisher)